# 詩城の旅びと
『詩城の旅びと』（しじょうのたびびと）は、松本清張の長編小説。『月刊ウィークス』に連載され（1988年1月号 - 1989年10月号）、1989年9月に日本放送出版協会から刊行された。南仏プロヴァンス地方を舞台に、画壇の策謀に端を発する愛と復讐の交錯を描く、サスペンス・ロマン。
1989年にテレビドラマ化されている。

## あらすじ
OLの投書から、「プロヴァンス国際駅伝」の企画が動き出した。和栄新聞社の木村信夫は南フランスへ飛び、世界の陸上競技の利権を支配するバローナ会長との交渉によって、企画を有利に進めようとする。
しかし企画の裏には、投書主・多島通子の隠された意図がひそんでいた。視察・交渉で木村の行く先、朝霧のカマルグでは葦を折る幻想的な人影に遭遇し、エクス＝アン＝プロヴァンスの丘にそびえる領主の館「星の館」は、すでに黒い怨念が渦巻く場所となっていた…。

## 主な登場人物

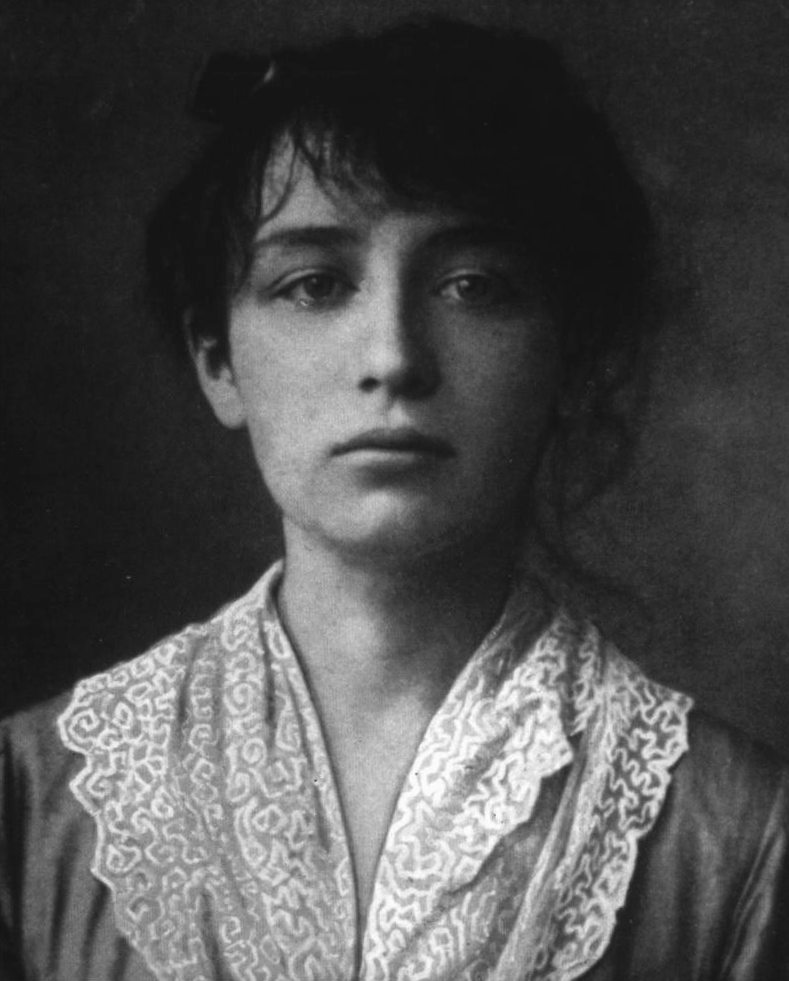
小説のモチーフの一つ、カミーユ・クローデル

- 原作における設定を記述。

木村信夫
和栄新聞社企画部長。「プロヴァンス国際駅伝」企画の責任者となる。
多島通子
プロヴァンスでの駅伝プランを和栄新聞に投書したOL。兄・明造は不遇の画家であった。28歳。
ピエール・トリオレ
エクス＝アン＝プロヴァンスの大地主。猟や天体観測を趣味とし、占星術に凝る。パラノイア気質。
マダム・タカコ
トリオレ伯夫人。日本女性。伯家の経済を実質的に支え、地域の評判も高い。
小宮栄二
多島明造の友人だったが、画壇のボスの力を利用して明造を追放した。その後行方不明となる。
柏原尚志
和栄新聞社運動部次長。視察・交渉の際に木村と同行する。
ホセ・マルティーヌ・バローナ
世界陸上運動連合本部の会長で、全面的な決定権を握る独裁者。スペイン人。62歳。

## テレビドラマ
1989年10月9日から11月6日まで、NHKの「ドラマ10」枠（22:00-22:50）にて全5回の連続ドラマとして放映。53日間にわたるフランス・ロケを実施した作品。原作と異なるラストを設定している。

### キャスト
- 木村信夫：緒形拳
- 多島通子：中川安奈
- 小宮栄二：根津甚八
- トリオレ伯：フィリップ・ルメール
- バローナ：ニコラ・ヴォージェル
- エレーヌ：イレーヌ・ジャコブ
- 柏原尚志：長塚京三
- 画商・巽：江見俊太郎
- 辻秀三：新藤栄作
- 山口泰子：原日出子
- 田村記者：寺田農
- 多島明造：内藤剛志
- 木村正子：岩本多代
- 木村美香：寺島しのぶ（クレジット表示は「寺島忍」）
- 宣報社・吉岡：津村鷹志
- 「円展」職員：堀勝之祐
- 野中記者：永石優
- 通訳：関由美子
- バローナの秘書：ジャック・ルグレ
- マリア：リュシー・クレリコ
- 画商：ロジェ・ランビオ
- リュック：ポール・シルヴ
- 館野業務局長：勝部演之
- 大原編集局長：高松英郎
- 土屋良孝：島田正吾
- たか子・トリオレ：富司純子

※以下、カッコ内は出演話数
- 高橋豊(1)(3)(4)、佐藤百起(1)(3)(4)、加藤治(1)(3)(5)、おやま克博(1)(3)(5)、真鍋敏(1)(3)(5)、石原慎一(1)(3)(5)、谷津勲(1)(3)(5)、関篤(1)(3)(5)、船戸健行(1)(3)(5)、安河内秀臣(1)(3)(5)、麻木久仁子(1)(3)、山崎満(1)(4)、平野元(1)(5)、川部修詩(1)(5)、北村耕太郎(1)(5)、加藤正之(1)(5)、明石良(1)(5)、ト字たかお(1)(5)、野村信次(1)(5)、安威宗治(1)(5)、稲川善一(1)(5)、高杉哲平(1)(5)、中村修(1)(5)、小倉馨(1)(5)、大山豊(1)(5)、池田功(1)(5)、小寺大介(1)(5)、加世幸市(1)(5)、玉井美香(1)、三井善忠(1)、岸本功(1)、山本寛(1)、平井誠一(1)、町田幸夫(1)、高橋秀久(1)、原口よし子(1)、多々良久子(2)、丸山詠二(3)、吉竹加世子(3)、千田実輝(3)、新みのる(4)、村上幹夫(4)、山内佐江子(4)、レミー・ジウスティ(2)(4)、ヴィルジニー・セレダ(2)(4)、エドワール・プルドロン(2)(5)、イザベル・カスガ(2)、フランソワ・パランク(3)(5)、ピエール・パストル(3)、ドミニク・ヴァリエ(4)、ジャン・トマフ(4)、マリカ・ブケンナ(5)、ミレイユ・ファルシィ(5)

### スタッフ
- 企画：岡本由紀子
- 脚本：寺内小春
- 演出：吉村芳之
- 音楽：三枝成彰
  - 劇中音楽は『プロヴァンス組曲』の題名で後にCDリリースされた（指揮：外山雄三、演奏：NHK交響楽団、胡弓：篠崎正嗣、ギター：山下和仁）。
  - 上記の1曲、チェロ独奏をともなう「レ・ボー」（上記では堤剛独奏）は、12人のチェロのための「自由への頌歌」に編曲され、向山佳絵子のアルバム『白い風景』に収録された。
- 技術：渡辺秀男、根来雅晴
- 美術：藤井俊樹
- 撮影：遠藤信明
- 仏語翻訳：カトリーヌ・横山
- 英語翻訳：デビッド・パワーズ
- 絵画指導：佐藤一郎
- 絵画指導協力：鈴木　淳
- 浮世絵考証：安達以乍牟
- 制作：NHK

### サブタイトル
| 各話   | 放送日         | サブタイトル     |
| ------ | -------------- | ---------------- |
| 第1話  | 1989年10月9日  | 投書の女         |
| 第2話  | 1989年10月16日 | 謎の過去         |
| 第3話  | 1989年10月23日 | 追跡             |
| 第4話  | 1989年10月30日 | 告白             |
| 最終話 | 1989年11月6日  | 愛の運命(さだめ) |

| NHK ドラマ10                | NHK ドラマ10                      | NHK ドラマ10                  |
| 前番組                      | 番組名                            | 次番組                        |
| --------------------------- | --------------------------------- | ----------------------------- |
| 鳥の歌 （1989.8.28 - 9.18） | 詩城の旅びと （1989.10.9 - 11.6） | 海照らし （1980.11.13 - 12.4) |